# Grand Hotel (album)
Pour les articles homonymes, voir Grand Hôtel.
Albums de Procol Harum
Procol Harum Live with the Edmonton Symphony Orchestra
(1972) Exotic Birds and Fruit
(1974)
Grand Hotel est le sixième album studio du groupe britannique de rock progressif Procol Harum. Il est sorti en 1973 sur le label Chrysalis Records.
Il s'agit du premier album de Procol Harum sans le guitariste Robin Trower. Il est remplacé par Dave Ball (en), qui quitte à son tour le groupe vers la fin des séances, puis par Mick Grabham (en), qui réenregistre la plupart des parties de guitare. Sur la pochette de l'album, qui reprend une photo prise avec Ball, le visage de Grabham est inséré par-dessus le sien.

## Fiche technique

### Chansons
Toutes les paroles sont écrites par Keith Reid (en), toute la musique est composée par Gary Brooker.
| 1. | Grand Hotel      | 6:08 |
| 2. | Toujours L'Amour | 3:32 |
| 3. | A Rum Tale       | 3:21 |
| 4. | T.V. Caesar      | 5:54 |

| 5. | A Souvenir of London        | 3:21 |
| 6. | Bringing Home the Bacon     | 4:18 |
| 7. | For Liquorice John          | 4:26 |
| 8. | Fires (Which Burn Brightly) | 5:08 |
| 9. | Robert's Box                | 4:49 |

La réédition parue chez Salvo Records en 2009 inclut deux chansons supplémentaires :
| 10. | Grand Hotel (versions sans les arrangements orchestraux)                | 6:09 |
| 11. | Bringing Home the Bacon (version de travail enregistrée avec Dave Ball) | 6:06 |

### Musiciens

#### Procol Harum
- Gary Brooker : chant, piano
- Alan Cartwright (en) : basse
- Chris Copping (en) : orgue Hammond
- Mick Grabham (en) : guitare
- Keith Reid (en) : paroles
- B. J. Wilson : batterie, percussions

#### Musiciens supplémentaires
- Christiane Legrand : chant sur Fires (Which Burn Brightly)
- The Pahene Recorder Ensemble : flûte à bec sur Bringing Home the Bacon